# Devenish

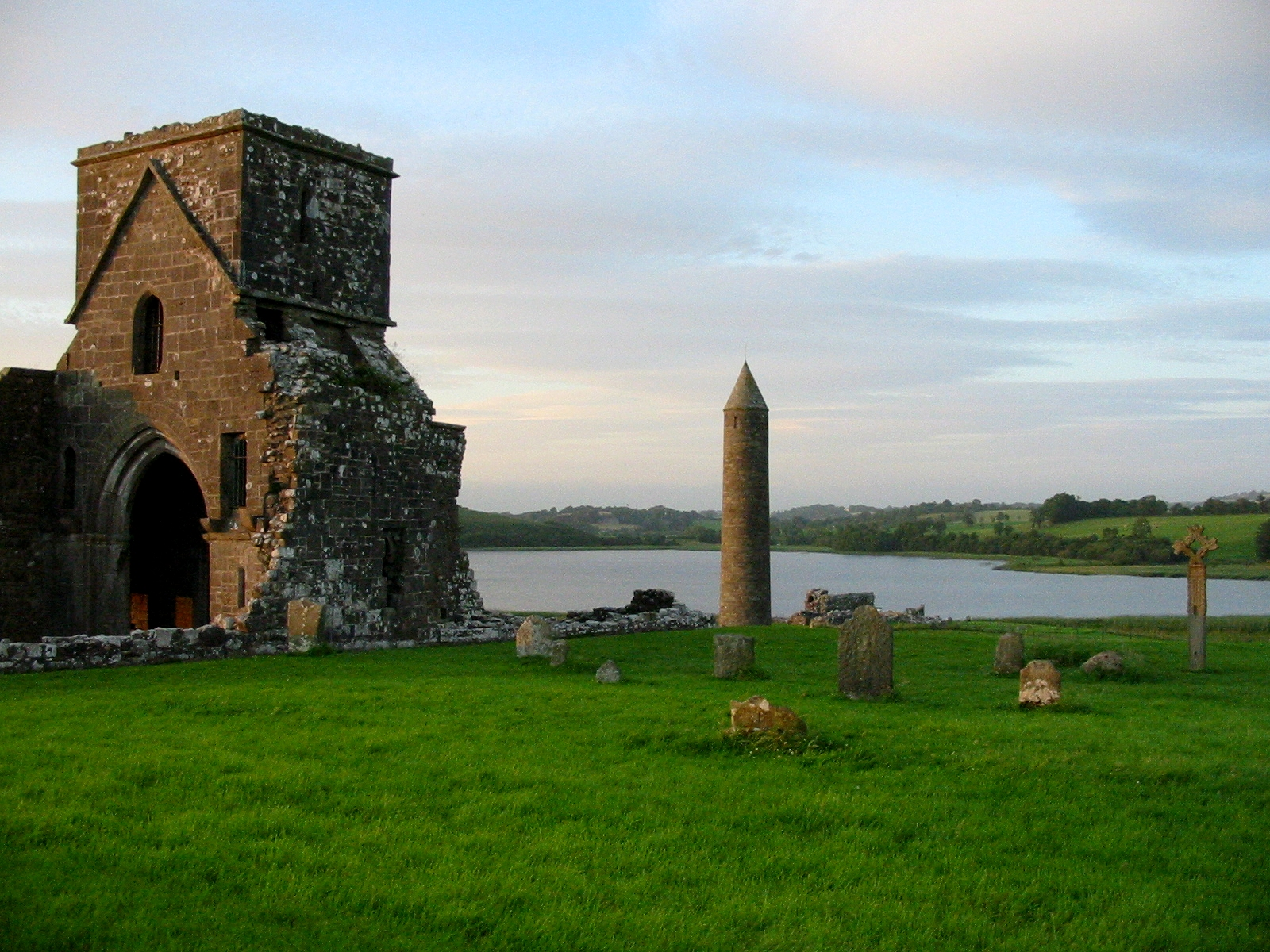
Kostelík sv. Molaise

Devenish Island (irsky daimhinis znamená Dobytčí ostrov) je ostrov na jezeře Lower Lough Erne, severně od města Enniskillen v hrabství Fermanagh v Severním Irsku. Ačkoliv je to ostrov malý, je po celém Severním Irsku známý mezi turisty, kteří sem přijíždějí navštívit historické klášterní budovy, z nichž nejstarší byly postavené na pokyn Svatého Molaise v šestém století. Na ostrově je asi třicet metrů vysoká věž z dvanáctého století, poblíž které stojí přibližně stejně stará budova zasvěcená sv. Molaisovi, která byla původně malým kostelem. Z třináctého století se zde zachoval také kostel Teampull Mor. Toto klášterní sídlo se stalo místem učenosti a přesto, že utrpělo roku 837 nájezdem Vikingů a 1157 bylo vypáleno, bylo později vedeno jako farní kostel a augustiniánské převorství P. Marie.
Na ostrov je možné dostat se lodí z Trory Point poblíž Enniskillen.